# 福原慎太郎
福原 慎太郎（ふくはら しんたろう、1973年〈昭和48年〉4月27日 - ）は、日本の政治家。元島根県益田市長。

## 来歴
島根県益田市出身。島根県立益田高等学校を経て、1997年（平成9年）に早稲田大学教育学部理学科地学専修卒業。同年本田技研工業に入社する。2001年（平成13年）に本田技研工業を退社し、松下政経塾に22期生として入塾した。2004年（平成16年）に卒塾した。同年の益田市長選挙に立候補した。

### 2008年益田市長選挙
2008年（平成20年）の選挙では、現職の牛尾郁夫を破って初当選を果たした。
※当日有権者数：41,633人 最終投票率：73.25%（前回比：-pts）
| 候補者名   | 年齢 | 所属党派 | 新旧別 | 得票数   | 得票率 | 推薦・支持 |
| ---------- | ---- | -------- | ------ | -------- | ------ | ---------- |
| 福原慎太郎 | 35   | 無所属   | 新     | 15,925票 | 52.6%  | -          |
| 牛尾郁夫   | 65   | 無所属   | 現     | 14,337票 | 47.3%  | -          |

8月2日に就任した。

### 2012年益田市長選挙
再選を目指して立候補したが、山本浩章に敗れて落選した。
※当日有権者数：41,227人 最終投票率：68.89%（前回比： 4.36pts）
| 候補者名   | 年齢 | 所属党派 | 新旧別 | 得票数   | 得票率 | 推薦・支持 |
| ---------- | ---- | -------- | ------ | -------- | ------ | ---------- |
| 山本浩章   | 43   | 無所属   | 新     | 14,645票 | 52.0%  | -          |
| 福原慎太郎 | 39   | 無所属   | 現     | 13,494票 | 48.0%  | -          |

8月1日に退任した。退任後は2013年（平成25年）9月から2015年（平成27年）11月まで、教育再生をすすめる全国連絡協議会の組織対策本部長や、教育再生首長会議事務局長を務めた。

### 2016年益田市長選挙
返り咲きを狙って立候補したが、再び山本に敗れて落選した。
※当日有権者数：40,415人 最終投票率：68.56%（前回比： 0.33pts）
| 候補者名   | 年齢 | 所属党派 | 新旧別 | 得票数   | 得票率 | 推薦・支持 |
| ---------- | ---- | -------- | ------ | -------- | ------ | ---------- |
| 山本浩章   | 47   | 無所属   | 現     | 17,447票 | 63.4%  | -          |
| 福原慎太郎 | 43   | 無所属   | 元     | 10,086票 | 36.6%  | -          |

落選後、成基に入社した。

## 在任中のエピソード
- 市長在職中の2011年（平成23年）3月から4月まで育児休業を取得した[8]。